# 피아트 CR.42 팔코

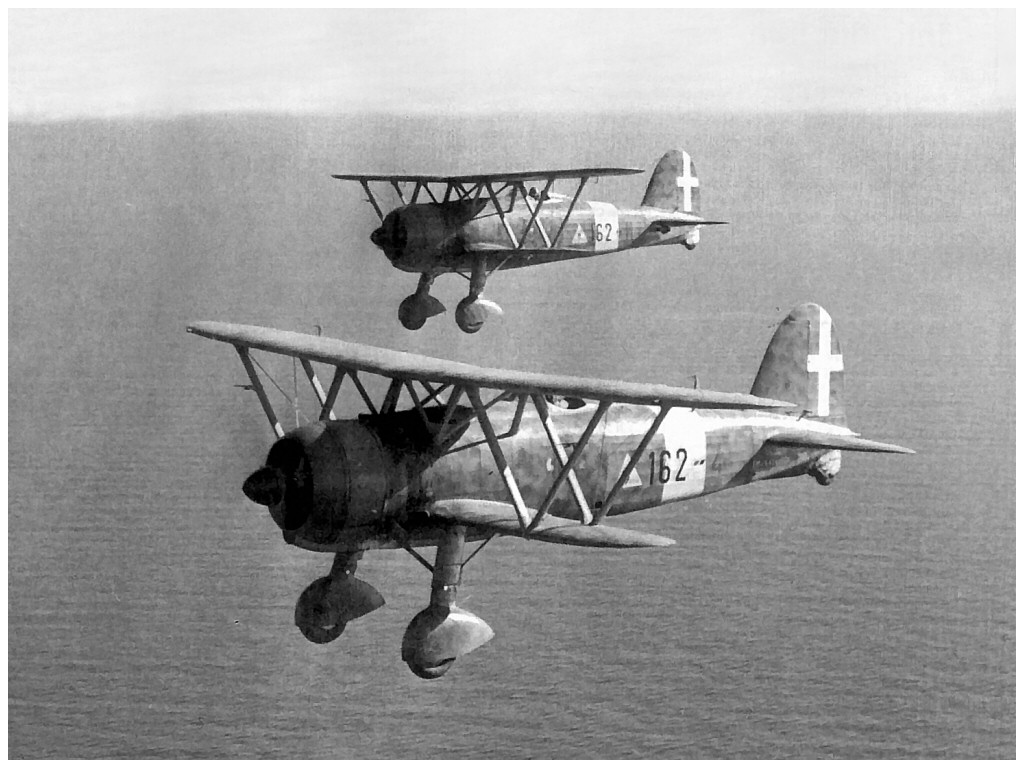
피아트 CR.42 팔코가 에게해 상공을 비행하는 모습 (1940년 촬영)

피아트 CR.42 팔코(Fiat CR.42 Falco)는 이탈리아의 항공기 제조업체인 피아트 아비아치오네(Fiat Aviazione)가 개발하고 생산한 1인승 전투기이다. 1930년대와 제2차 세계 대전 동안 주로 이탈리아 공군(Regia Aeronautica)에서 복무했지만, 상당수는 공여되거나 수출되기도 했다.
CR.42는 피아트의 전작인 피아트 CR.32 전투기를 진화시킨 것으로, 과급기가 추가되고 엔진을 더 강력한 피아트 A.74로 바꿔 달고 외형을 정리하여 공기역학인 성능을 개선시킨 것이다. 이 전투기는 실전에서 복엽 날개의 특징을 살려 기동성이 민첩하다는 것이 입증되었는데, 이는 익면하중이 매우 낮은 덕을 본 것으로 때로는 단엽기와의 교전에서도 결정적인 전술적 이점을 가질 때도 있었다. RAF 정보국은 보고서에서 이 복엽 전투기의 뛰어난 기동성을 높이 평가하며, 근접 공중전에서 아주 강력했다고 덧붙였다. 더 빠르고 중무장된 단엽기가 기술적인 측면이나 속도 및 다른 영역에서는 훨씬 우세했음에도 이와 같은 평가를 내린 것은 특필할 만하다. 이 기체는 주로 전투기로 이용되었지만, CR.42CN 같은 야간 전투기형, 지상 공격기 형식인 CR.42AS 및 복좌 훈련기인 CR.42B Biposto 등 다양한 다른 파생형이 채택되었다.
CR.42는 2차 대전이 발발하기 겨우 4개월 전인 1939년 5월에 이탈리아 공군에서 취역을 개시한 최신예 기종이었으며, 이탈리아 공군 최후의 복엽 전투기였다. 1940년 6월 10일, 이탈리아가 2차 대전에 돌입한 날까지 대략 300대가 전달되었고, 처음에는 대도시와 중요한 군사 시설 주변에 배치되어 방어하는 임무를 받았다. 1940년 말, 팔코는 프랑스, 영국, 몰타, 북아프리카, 그리스를 포함한 다양한 전선에서 실전에 참가했다. 전쟁이 끝날 때까지 CR.42는 이라크, 동부 전선, 이탈리아 본토를 포함한 더 많은 전선에서 사용되었다. 1943년 9월 8일 이탈리아가 연합군과 휴전 협정을 체결한 후 이탈리아 공군에서는 훈련기로 강등되었고, 일부 기체는 독일군에 의해 압수되어 루프트바페에 의해 지상 공격기로 활용되었다.
CR.42는 벨기에, 스웨덴, 헝가리를 포함한 다른 나라의 공군에서도 이용되었다. 피아트 본사에서 생산이 끝날 무렵에는 1,800대가 넘는 CR.42기가 생산되어 2차 대전 동안 사용된 이탈리아 단엽
기 중에서 가장 많은 수를 차지한 어엿한 주력 전투기였다. 폴란드의 군사 서적 발행자인 체르미스와프 스쿨스키(Przemyslaw Skulski)는 이 전투기가 헝가리 공군에 복무하는 동안, 소련 공군에 맞서 싸우면서 12대1의 압도적인 격추비율을 달성하는 최상의 성능을 발휘했다고 주장했다.

## 개발
1930년대 후반, 열강의 공군에서는 이미 신세대의 단엽 전투기가 도입되기 시작했지만, 전략적인 항공전력 운영에 대한 완전한 책임을 맡기에 충분할 만큼 기술적으로 성숙되기까지는 아직 시간이 더 필요했다. 1939년 9월에 2차 대전이 발발했을 때, 많은 강대국들은 여전히 영국의 글로스터 글래디에이터와 이탈리아의 CR.42와 같은 복엽 전투기를 일선에서 굴리고 있었다. 이탈리아의 CR.42는 1939년에 시제기의 첫 비행이 시작되었음에도 불구하고, 그때까지도 조종사들은 이 전투기를 지지하는 이와 반대하는 이들로 편을 갈라 논쟁을 벌이고 있었다. 그렇지만 아직까지는 훨씬 더 많은 이들이 운용 경험이 풍부한 복엽기가 실전에서 중요한 기여를 할 가능성이 있다고 인식했다. 이 실용적인 판단은 어떤 면에서는 정확한 것으로 판명되었다. CR.42는 전쟁 동안 다른 어떤 이탈리아제 전투기들보다도 더 많이 만들어졌을 뿐만 아니라, 그들이 싸운 거의 모든 전선에서 작전을 펼쳤던 것이다.

CR.42는 기본적으로 1932년에 만들어진 피아트 CR.30 시리즈에서 파생된 초기 피아트 CR.32의 진화였다. 스페인 내전에 파견된 이탈리아 조종사들은 CR.32를 이용하며 상당한 성공을 거둔 것으로 알려졌다. 여기서 얻은 긍정적인 전훈은 생산업체인 피아트 아비아치오네가 새로 개발한 공랭 엔진과 다른 몇 가지 향상된 기능을 통합시켜 보다 진보된 파생형을 개발하기에 충분한 격려가 되었다. CR.42로 명명된 이 전투기의 주된 특징은 공기역학적인 측면에서 더 매끈하게 다듬어낸 외형과 한층 보강된 구조, 그리고 이탈리아 조종사들이 특히 열광하던 높은 기동성을 포함했다.
이탈리아의 항공 작가 지아니 카타네오(Gianni Cattaneo)에 따르면, 이렇게 개발된 복엽기의 제안과 개념 모두 이탈리아 공군성에게 좋은 반응을 얻었고, 에티오피아와 스페인에서의 실전 경험을 쌓은 조종사들은 플랫폼의 민첩성을 높이 평가했으며 신뢰 또한 높았다. 그래서 시험비행과 평가는 어차피 짜놓은 판에서 인상적으로 보이도록 실시되었으며, 경쟁 후보인 카프로니 Ca.165 복엽 전투기에 대해 속도는 뒤졌지만 기동성에서 앞서갔다. 시험 동안 팔코의 시제기는 5,300 m에서 438 km/h의 속도를 냈으며 해면 고도에서도 342 km/h에 도달할 수 있는 수준이었는데, 같은 시기의 호커 허리케인 같은 단엽 전투기에 비하면 거의 100 km/h나 현저히 느렸다. 그나마 상승률은 단엽기와 맞먹는 수준으로, 1,000m까지 1분 25초, 6,000m까지 7분 20초였다.

1939년 말이 되자, 나치 독일이 일으킨 전쟁은 이미 국지전이 아니라는 것이 확실해졌다. 이 시기에 CR.42는 이탈리아 공군의 주력 전투기로 채용되었다. 이 기종은 이탈리아가 항공력을 재정비하고 확장시키기 위해 단발 전투기 피아트 G.50 프레치아와 마키 C.200 사에타와 같은 3,000대의 신형 전투기를 조달하는 R 계획의 한 축으로 이제 이탈리아 공군은 3가지 주력 전투기 체재라는 삼두 마차와 같았다. 카타네오에 따르면, 2차 대전이 발발했을 때 CR.42는 이탈리아인들에게 있어서 세계 최강의 복엽 전투기로 알려졌다. 물론 이 때쯤 되면 복엽기의 시대가 끝나가고 있었지만, 뜻밖에 많은 다른 외국 공군들도 이탈리아인들이 만들어낸 복엽 전투기에 상당한 관심을 표했다. 일단 대량 생산이 이루어지자 초기형 팔코 다수가 해외 고객들에게 전달되었는데, 심지어 원래 고객이던 이탈리아 공군에 인도하기 위한 완성 기체를 대신 수출하는 수준이었다. 그 고객들에는 벨기에, 헝가리, 스웨덴이 포함되었다.

## 기본 설계와 구조
피아트 CR.42 팔코는 견고하고 깔끔한 외형으로 잘 정리된 단좌 복엽 전투기로, 구태의연한 복엽 날개임에도 크로몰리 합금제 프레임과 알루미늄 외피가 결합된 현대적인 골조를 지녔다. 고정식 메인 랜딩기어가 장착되어 있었는데, 그 지주는 하단 날개 스터브(Stub) 밑면에 부착되며 항력을 줄이기 위한 유선형 페어링으로 감싸져 있었다. 상단 날개가 하단 날개보다 넓은 일엽반기(Sesquiplane)라는 구성이어서 익면하중이 매우 낮았기 때문에 기동성이 아주 높다는 것만큼은 확실히 증명되었다. 그 전투기의 튼튼한 금속제 구조는 조종사들이 알려진 모든 곡예비행을 구사할 수 있게 해준다. CR.42의 대표적인 단점을 꼽자면 단엽기에 비해 속도가 느리고 화력과 장갑이 부족하며 캐노피와 무전기도 없었다는 점이 반드시 포함된다.
표준형 CR.42는 1단 과급기가 붙은 피아트 A.74R1C.38 공랭 엔진으로 기어를 거친 구동력으로 직경 2.9m의 금속제 3엽 가변피치 프로펠러를 회전시킨다. 피아트가 미국의 해밀턴 스탠다드(Hamilton Standard) 사를 통해 생산 면허를 얻어 만들어진 3D.41-1 프로펠러가 이용되었다. 수학자의 부모 슬하에 자라나 로마에서 항공역학을 공부한 이 전투기의 설계 주임 첼레스티노 로사텔리(Celestino Rosatelli : 1885~1945)는 이 항공기를 만들 때 엔진을 수용하는 NACA 카울링의 설계에 특히 세심한 주의를 기울였다. 이 카울링은 냉각을 위해 열고 닫히는 플랩과 엔진실 안에는 화재 발생 시 사용할 소화기가 포함되어 있었다. 무장으로는 초기형 CR.42는 7.7 mm와 12.7 mm Breda-SAFAT 기관총을 1자루씩 기수 상면에 설치했고 프로펠러 동조기어를 통해 발사되었다. 이탈리아 군용기의 전통에 따라, 조종석의 계기판에는 발사된 총탄수를 세는 잔탄 카운터가 있었다.
동체는 크로몰리 파이프를 삼각형 단면으로 맞대고 용접하여 짠 골조로 구성되어 있었으며, 전방 동체는 금속제 외피, 조종석 뒤로는 옥양목 천으로 덮었다. 강철 케이블로 단단하게 조여놓은 날개 구조물은 스파(spar)는 강철, 그 외의 뼈대는 두랄루민 합금을 사용했으며, 날개 앞전은 알루미늄 외피로 덮고 나머지 부분은 천으로 씌운 다음 방수 도장을 칠해 마감되었다. 유일하게 에일러론이 설치된 상단 날개는 중앙에서 접합되어 역V자형 중앙 지주(cabane)를 통해 동체 위로 떠받들어 지탱되었고, 하단 날개는 동체 하단에 직접 부착되었다. 테일 유닛은 두랄루민 프레임 위에 천을 씌운 수직 미익과 수평 미익을 외팔보(cantilever)를 덧대 보강했다.

## 추가 개발
운용을 시작한 직후 피아트는 여러 종류의 파생형 개발에 나섰다. CR.42bis와 CR.42ter는 화력이 향상된 반면 CR.42CN은 야간 전투기 모델이었고, CR.42AS는 지상 공격 임무 수행에 최적화되었으며 복좌형인 CR.42B Biposto는 대개 2인승 훈련기 역할을 맡았다. 복좌형은 후방석을 설치하게끔 기본형 보다 약간 늘어난 동체를 갖추고 있었으며, 모든 파생형 중에서 가장 많은 개수가 더해졌다. 길이는 표준형보다 68 cm 늘어나 8.94 m가 되었으며 높이는 23 cm 낮아졌다. 바퀴 덮개가 제거되어 공허중량은 40 kg만 늘어나는데 그쳐서 2,300 kg이었다. 5,300 m 고도에서 최고 속도는 430 km/h로 불과 8 km/h만 느려졌다. 훈련기지만 1945년까지 대부분 한 쌍의 기관총이 장착된 사양으로 약 40대가 아구스타( Agusta)와 카프로니 트렌토(Caproni Trento) 공장에서 생산되었다.
또한 CR.42는 실험 목적으로도 여러 가지 연구와 구성이 시도되었다. 여기에는 플로트를 붙여 수상기로 개수된 I.CR.42(Idrovolante : 수상기)와  독일제 엔진을 얹은 CR.42DB도 포함된다. 1938년부터 피아트는 티레니아 해(Tyrrhenian Sea)를 끼고 있는 마리나 디 피사(Marina di Pisa)의 CMASA 공장에 수상기 개조형을 만드는 하청을 주었는데, 1940년에 원형기가 완성된다. 테스트는 1941년 초에 로마 북쪽 브라치아노 호수(Lake Bracciano)에 있는 비냐 디 발레(Vigna di Valle) 기지에서 시작되었는데, 최고 속도는 423 km/h에 항속거리는 950 km, 상승고도는 9,000 m로 비행 성능이 줄어들었다. 공허중량이 1,720에서 1,850 kg으로,  비행 중량은 2,295에서 2,425 kg으로 늘어난데다 항력이 커졌으니 당연했다.

CR.42DB는 1,010마력을 발휘하는 다임러-벤츠 DB 601 V12 엔진을 장착하여 성능을 향상시키려는 시도였다. MM 469호기를 골라 개조된 기체는 1941년 3월 시험 비행사 발렌티노 쿠스(Valentino Cus)에 의해 로마 근처의 귀도니아 몬테첼리오(Guidonia Montecelio) 상공에서 비행되었다. 시험하는 동안, 이 개조형은 518 km/h의 속도와 10,600 m의 상승고도, 항속거리는 1,250 km를 달성하는 행상된 능력을 보여주었다. 하지만 이 프로젝트가 시험되던 때는 복엽기가  현대식 단엽기에 어떠한 이점도 제공하지 못함이 확실시되던 때여서 취소되었다. 비록 CR.42DB는 생산에 들어가지는 않았지만, 오늘날까지 가장 빠른 복엽기라는 타이틀을 계속 유지하고 있다.
역사학자들은 아직도 정확히 몇 대의 CR.42가 제작되었는지 확신하지 못하고 있다. 가장 유력한 추정값은 루프트바페 관리 하에 생산된 63대의 CR.42LW(일부 자료에 의하면 51대)와 다양한 해외 고객을 위해 생산된 140대의 수출형 모델을 포함하여 1,819대(일설에는 1,784대)로 추정된다.

## 이탈리아 공군에서
1939년 5월, 피아트 CR.42는 반도 북부 토리노(Turin)의 카셀 공항(Caselle Airport)에 전개한 제53비행단(53° Stormo)에 처음 배치되었다. 1940년 6월 10일에 이탈리아가 추축군에 가담하여 전쟁에 참전했던 날까지 대략 300대의 전투기가 인도되었다. 전쟁 준비가 덜 된 이탈리아는 이 전투기가 충분한 수량이 생산될 때를 기다려 선전포고를 연기했다. 가짜 전쟁(Phoney War)이라고 알려진 기간 동안, 공군은 새롭게 편성한 비행대들이 작전 태세에 들어갔고 CR.42를 포함한 군용기 전력화를 재촉하기 위해 가능한 모든 조치를 취했다. 따라서, 이러한 공군력 확장의 일환으로 이 전투기도 추가 발주가 이어졌다.

이탈리아가 분쟁에 휘말리자, 팔코 전투기는 주로 도시와 공군과 해군 기지 같은 군사 시설을 방어하는 요격기 임무가 맡겨졌다. CR.42는 이때부터 연합군과 휴전 협정이 체결될 때까지 계속 사용되었다. 1943년 9월 8일, 이탈리아가 연합군에 공식적으로 항복한 날에도 거의 60대의 팔코가 여전히 비행 가능한 상태에 있었다. 이 전투기는 여러 차례에 걸쳐 몰타 상공에서 또 다른 복엽 전투기인 글로스터 글래디에이터와 싸움을 벌였고, 나중에는 호커 허리케인 같은 단엽 전투기를 상대로도 공중전을 벌이기도 했으며, 때때로 예상치 못한 성공을 거두기도 했다. 팔코의 기동성은 그것을 전장에서 마주한 RAF 조종사들에게 특별한 관심사였다. 저명한 항공 역사가 피터 하이닝(Peter Alexander Haining : 1940~2007)은 1940년 10월 말 RAF 정보 보고서의 사본이 윈스턴 처칠 수상과 전쟁 내각, 그리고 모든 조종사와 비행사들에게 회람되었는데, 이에 따르면 "특히 CR.42는 매우 타이트한 하프롤을 할 수 있는, 상당히 놀라운 기동성을 보여주었다. 다른 많은 조종사들에게 물어보거나 의심할 여지없이 많은 이탈리아 조종사들을 격추될 상황에서 구해냈다."라는 표현이 포함되었다.

## 프랑스 전투
1940년 6월 13일, 이탈리아가 전쟁에 돌입한지 3일 후, 제3비행단(3° Stormo) 제23비행대(23° Gruppo) 소속 23명의 조종사가 프랑스의 툴롱(Toulon) 해군기지를 폭격하기 위해 출격한 피아트 BR.20 쌍발 폭격기 10대를 엄호했다. 이날 오후 이들은 원래 목표 대신 프랑스 남동부 프로방스 알페스코트다쥐르(Provence-Alpes-Côte d'Azur) 지역에 있는 이에르(Hyères) 공군기지를 공격해 50여 대의 적기를 포착해 공격하여 그중 20여대를 격파했다. 제151비행대(151° Gruppo) 조종사들은 프랑스 해군의 보우트 V.156(함상폭격기 Vought SB2U Vindicator)의 격추에 대해 주장했고, 같은 날 제82비행중대(82a Squadriglia 13° Gruppo) 소속의 CR.42는 기지 상공을 통과하던 프랑스 정찰기를 긴급 발진해 요격했으나 놓쳤으며, 귀환해 착륙하던 도중 일어난 사고로 조종사가 1명 순직했다. 
6월 15일, 같은 비행단의 제18비행대(18° Gruppo)의 CR.42 전투기 67대가 남프랑스의 비행장을 공격했다. 제150비행대(150° Gruppo)가 출격시킨 2대의 복엽 전투기는 쿠에르-피에르포(Cuers-Pierrefeu) 비행장에 기총소사를 가해 나란히 주기되어 있던 보우트 V-156F 15대가 화염에 휩싸였다. 용감한 프랑스 조종사 몇 명이 쏟아지는 총탄을 뚫고 블로흐 MB.152(Bloch MB.152) 전투기로 이륙하여 7대의 팔코를 격추시키고 1대는 강제 착륙시켰다. 이에 맞선 이탈리아 조종사들은 4대의 전투기를 격추시켰다.

피아트 전투기들은 국경과 가까운 르 카네-데모르(Le Cannet-des-Maures)와 푸에르 피에르핀(Puert Pierrefin)의 비행장도 공격했다. 이번에는 미리 초계를 돌던 프랑스 공군 제3전투비행단 6중대(G.C.III/6) 소속 드보아틴 D.520(Dewoitine D.520) 전투기들이 대응하여 CR.42들을 요격했다. 이탈리아인들은 이 교전에서 8~10대의 적기들을 격추시켰다고 주장했으며 많은 항공기가 지상에서 파괴되었다. 이탈리아 조종사들은 5대의 팔코를 잃은 대가로 3대의 블로흐 전투기와 5대의 드보아틴 전투기를 격추시킨 전과를 인정받았다.

프랑스 함락 이후 1940년 10월과 11월 사이에 후방이 된 벨기에에서 CR.42와 BR.20 폭격기가 운용되었다. 이 혼성 부대는 영국 본토 항공전의 후반기에 공격에 참가했으나 엄청난 피해를 입으며 높은 손실률을 보였다. 카타네오는 프랑스 전투 동안 팔코 조종사들이 경험했던 가벼운 손실은 이탈리아 공군 수뇌부를 고무시켰고 그 결과 팔코가 현대식 단엽기에도 효과적으로 맞설 수 있다고 오판하게 만들었다고 추측했다. 오늘날, 헨든(Hendon)에 있는 RAF 박물관에는 당시에 오일 냉각기의 파손으로 서포크(Suffolk)에 불시착했던 CR.42가 온전한 상태로 복원되어 전시되어 있다.

## 몰타 항공전
몰타 상공에서 CR.42는 1940년 7월 3일에 처음으로 영국의 호커 허리케인과 마주쳤다. 조지 버지스(George Burges : 1916~1990 / 7킬) 소위가 모는 허리케인 P2614호기는 그날 칼라프라나(Kalafrana)에서 8km 떨어진 곳에서 SM.79 폭격기를 격추시켰지만, 그 폭격기를 호위하고 있던 팔코 전투기들의 공격을 받고, 격추되었다. 버지스 소위는 바다 위에 불시착을 시도했지만 부서져 곧 가라앉아버렸으나, 무사히 빠져나올 수 있었다. 허리케인 조종사들은 곧 이탈리아 복엽기들이 종종 자신들의 단엽 전투기를 능가할 수 있다는 것과 바로 그것이 그들에 대항하는 근접 공중전에서 중요한 요소라는 것을 발견했다. RAF 조종사인 조크 바버(Roger "Jock" Hilton-Barber : 1914~?) 소위는 회상한다.

"7월 9일 첫 전투 때, 나는 팔코 편대의 편대장을 공격했고, 조지는 SM.79 폭격기를 공격했습니다. 내가 CR.42를 100야드 거리에서 사격을 가하자, 그 적기는 휙휙 구르며 아래로 선회해 피해버리더군요. 나는 곧 다른 CR.42들과 격투전에 빠진 상황을 깨달았습니다. 이렇게 뒤엉켜 싸우면서 약 3,048m까지 내려갔고 그때까지 별 성과도 없이 탄약을 다 써버렸습니다. 하지만 나는 첫 사격에서 편대장에게 꽤 타격을 줬다고 확신합니다. 그들은 너무 기동성이 좋아서 명중시키기가 매우 어려웠고, 난 계속 강하하고 급선회로 맞서면서 꼬리에 달라붙으려는 적기의 사격에 맞지 않도록 해야만 했지요. 이때쯤 조지가 사라져서 난 기수를 아래로 향해서 전속력으로 이탈할 수 있었는데, 사실을 말하자면 이때 퍽 안도했습니다."

일주일 후, 제23비행대(23° Gruppo)에서 12대의 CR.42가 몰타 상공에 정찰을 위해 모습을 드러냈다. 피터 키블(Peter Gardner Keeble : ?~1940) 소위와 버지스는 이들을 요격하기 위해 앞다퉈 이륙했고, 그 결과 CR.42는 그 특유의 기동성으로 몰타의 항공 부대들에게 깊은 인상을 줬다. 키블은 제74비행중대(74a Squadriglia)의 마리오 베네데티(Mario Benedetti : 1917~1940 / 4킬) 소위가 조종한 MM4368호기를 공격해 추락시켰지만 마리오 피나(Mario Pinna : 1909~? / 12킬) 대위와 오스카르 아벨로(Oscar Abello : 1916~1941 / 8.5킬) 대위가 탄 팔코로부터 역습을 받았다. 키블은 이탈리아 조종사들과 난투극을 벌였으나 엔진에 피격당한 허리케인이 리넬라 요새(Fort Rinella) 근처의 위드일가얀(Wied-il-Ghajn)에 추락해 폭발했다. 키블은 몰타에서 전사한 첫 영국 조종사이었으며 2차 대전에서 허리케인이 공중에서 거둔 첫 승리였다. 키블이 전사한 뒤, 모든 조종사들이 소집되어 민첩한 CR.42에 대응하기 위한 최선의 방법을 논의했다. 허리케인이 CR.42를 앞질러 선회할 수 있도록 플랩을 내리고 선회하자는 제안이 나왔지만, 유일한 현실적인 제안은 무조건 적기 위로 올라가 유리한 고도를 선점하는 것이 중요했다. 하지만 전투가 거듭되면서 허리케인이 점차 CR.42보다 속도, 가속, 에너지 관리 측면에서 우월하다는 것이 확실해졌다.

## 야간전투기
전쟁이 진행됨에 따라 CR.42는 낮에는 점차 신세대의 단엽 전투기들에 밀려나기 시작했지만, 야간 요격이라는 새로운 틈새 시장을 발견했다. 비록 레이다도 없고 항법 장비도 부실했지만, 팔코는 이탈리아 공군의 주력 야간전투기 역할을 했다. 팔코의 야간전투기 형식은 엔진의 배기 불꽃을 숨기기 위해 길게 확장된 배기관이 부착되었고 몇몇 기체에는 2개의 조명등이 날개 밑에 설치되었다. 1940년 8월 13일 밤, 조르지오 그라퍼(Giorgio Graffer) 대위는 토리노를 공습하기 위해 날아온 영국 공군의 암스트롱 휘트워스 휘틀리(Armstrong Whitworth Whitley) 폭격기를 포착해 사격을 개시했다. 그런데 기총이 몇 발 쏘지도 못하고 잼이 걸렸고, 그래퍼는 도주하는 폭격기를 쫓아가 동체로 들이받고 비상탈출했다. 그 폭격기는 심하게 손상되어 추락했다.

가장 성공적인 야간 요격 중 하나는 1942년 8월 25일 밤에 일어났다. 그 날 이탈리아 비행장을 쑥대밭으로 만들고 있던 RAF 야간 폭격에 대응하기 위해 제4비행단(4° Stormo) 예하에 무전기를 갖춘 팔코 전투기 4대와 아바르 니메르(Abar Nimeir)에 전개된 제101폭격비행단(101° Gruppo Bombardamento) 예하의 208, 238비행중대(238a Squadriglie) 전투기들을 빌려와 야간 전투기로 이용했다. 이탈리아 항공 역사가들은 CR.42는 야간 전투기로서 상당한 성공을 거두며 1942년 이탈리아 북부 전역의 산업 목표물을 폭격하던 RAF 폭격기에 효과적으로 대응할 수 있음을 입증했다고 주장한다.

## 영국 본토 항공전의 이탈리아 항공군단(Corpo Aereo Italiano)
1940년 가을, 이탈리아 공군은 제56비행단(56° Stormo) 제18비행대(18° Gruppo)를 벨기에에 파견했고, 83, 85, 95비행중대(95a Squadriglia)는 여전히 CR.42를 갖추고 있었다. 1940년 11월 11일과 23일, 여러 대의 CR.42가 영국 본토를 두 차례 급습했다. 함께 작전하던 루프트바페 전투기들은 종종 느린 복엽기에 맞춰 편대 비행을 유지하는데 어려움을 겪었지만, 이탈리아 조종사들은 개의치 않고 순항속도를 유지했다. 비록 더 느리지만 개방형 조종석과 한 쌍의 기관총을 갖춘 팔코는 허리케인과 스핏파이어를 기동성으로 따돌릴 수 있었고, 격추시키기 까다로운 상대였다.
"CR 42는 가진 모든 기동성을 활용해서 전투에 돌입했다. 그걸 탄 조종사는 한 바퀴만 돌면 내 꼬리에 붙었고, 그래서 그걸 쫓을 때면 급선회에 대비해서 양손으로 조종간을 잡고 몸에는 잔뜩 힘을 줘야만 했다."

RAF 보고서에 따르면 팔코는 의외로 강력한 상대였다.

"내가 기총을 발사하자 그 적기는 반 바퀴 홱 돌았고 나는 그걸 빤히 보면서도 계속 조준을 유지할 수 없었다. 그만큼 기동이 민첩했다. 내가 두 번, 세 번 더 사격을 퍼붓자 짧은 폭발이 일어났다. 그 적기들은 매우 완강하게 버티면서 종종 나를 따돌렸다. 그들은 최소한 두 번은 내 꼬리를 물고 나에게 기총을 퍼부었고, 하마터면 격추당할 뻔 했다."
물론 영국의 단엽기와 맞서 CR.42가 항상 우세한 것은 아니었다. 한 이탈리아 조종사는 다음과 같이 증언했다.
"나는 40~50m 거리까지 영국 전투기 1대를 따라잡고 교전했다. 그 때 난 우군 CR.42를 쫓고 있는 스핏파이어를 보았고, 전우를 구하기 위해 눈앞의 적기 대신 150미터 떨어진 그 적기를 향해 롱샷을 날렸다. 나는 기동성을 잘 활용하면 CR.42가 허리케인과 스핏파이어를 상대로 살아남을 수 있고 이길 수도 있다는 걸 깨달았다. 하지만 우리를 뒤에서 덮치는 기습만큼은 아주 조심해야 했다. 내 생각에 브리티쉬 .303 총알은 별로 효과가 없었다. 이탈리아 항공기는 수십 발을 맞고도 그다지 큰 손상을 받지 않았고 심지어 어떤 동료는 등에 맨 낙하산팩이 총알을 막아준다는 사실을 발견했다."
1940년 11월 11일, 해군의 수석 테스트 파일럿이자 포획된 적기 시험비행의 최고 책임자인 에릭 브라운(Eric Brown) 대위는 오포드니스(Orfordness) 해변에 불시착한 피에트로 살바도르니(Pietro Salvadori) 상사의 팔코를 시험했다. 그는 이 복엽 전투기가 3,810 m 고도에서 434 km/h의 최고 속도를 보이는 것을 경험하곤 복엽기치고는 놀랍도록 빠르다고 보고했다. 팔코는 훌륭한 전투기의 표식인 높은 한계 안정성도 가지고 있었다. 브라운 대위가 내린 결론은 그 전투기는 단엽기로는 불가능한 신기한 기동이 가능한 곡예비행의 보석이지만, 화력이 약하고 방탄 설비가 거의 없어 피탄에 매우 취약하다고 했다. 1940/1941년 겨울, CR.42는 지중해 전역으로 다시 옮겨졌다.

## 동아프리카 전역
아프리카 오리엔탈레 이탈리아나(Africa Orientale Italiana / A.O.I)에서 팔코를 날리는 동안 16대를 격추시킨 마리오 비신티니(Mario Visintini : 1913~1941 / 20킬) 대위는 2차 대전을 통틀어 최고의 복엽기 에이스가 되었고, 루이지 바론(Luigi Baron : 1917~1988 / 12킬) 상사와 아롤도 소프리티(Aroldo Soffritti : 1913~1977 / 8킬) 준위는 각각 12승과 8승을 거두며 2위와 3위를 차지했다. 게다가, 그 짧고 힘든 전역 동안 피아트 전투기는 공중과 지상에서 허리케인을 포함하여 많은 수의 RAF와 남아프리카 공군(SAAF) 항공기를 파괴한 공로가 있었다.
1940년 이탈리아령 동아프리카의 이디오피아, 이탈리아령 에리트레아, 소말릴란드(Somaliland)에 주둔했던 3개 부대에 CR.42가 주어졌다. 가장 실전 경험이 많은 제412비행중대(412a Squadriglia)는 구라(Gura)에, 그리고 제414비행중대(414a Squadriglia)는 마사와(Massawa)에 본거지를 두고 있었고 제413비행중대는 아사브(Assab)에 둥지를 틀었다. 전투는 1940년 6월에 시작되어 1941년 가을까지 계속되었다. 이탈리아인들은 전투기와 정면 승부를 벌이는 대신 주로 폭격기와 정찰기를 요격해 격추시켰다. 1940년 6월 12일, 412중대가 아스마라(Asmara) 상공에서 47스쿼드론(47 Squadron) 소속 비커스 웰즐리(Vickers Wellesley) 폭격기 9대를 공격했고, 카를로 카넬라(Carlo Canella : 1914~1986 / 7킬) 대위는 동아프리카에서 CR.42로 첫 승리를 거뒀다. 이틀 후, 412중대는 이번에는 14스쿼드론(14 Squadron)의 웰즐리 폭격기 2대를 가로챘다. 비신티니 대위는 동아프리카에서 자신의 16번의 승리 중 처음 제물이 된 웰즐리를 격추시켰다. 전투기와 교전은 주로 적 비행장을 공격할 때 일어났다.

그러나 1940년 11월 초 수단 국경을 따라 이탈리아의 갈라바트(Gallabat) 요새와 메템마(Metemma) 요새에 대한 영국군의 공세가 격렬하게 전개되었다. 이탈리아 공군은 이 싸움에서 팽팽히 맞섰고, 때로는 더 강력한 적기들과도 격돌했다. 가장 성공적인 날은 11월 6일, CR.42가 글래디에이터를 상대로 무실점으로 7승을 거둔 날이다. 그러나 1940년 공중전에서 적어도 6대의 피아트 팔코가 파괴되고 12대가 중파되는 피해를 입었다. CR.42와 관련된 작전은 일반적으로 보급과 물류 문제로 인해 방해를 받았다. 영국 해군은 이탈리아군의 물자가 동아프리카에 도착하는 것을 막았고, 수송기를 동원한 항공 보급만으로는 필요량에 턱없이 부족한 것으로 판명되었다.

## 북아프리카 전역
CR.42가 가장 광범위하게 사용된 것은 북아프리카 전선이었다. 이탈리아의 북아프리카 전투 초기에는 카스텔 베니토(Castel Benito)에 전개한 제2비행단 제13비행대(13° Gruppo / 2° Stormo)와 베니나(Benina)의 제4비행단(4° Stormo)의 제9, 10비행대(9° / 10° Gruppo) 소속 팔코 전투기 127대가 출격했다. 몇몇 역사가들에 따르면, CR.42가 최고의 활약을 펼친 곳이 바로 이 북아프리카 전역이었다. 경험 많은 이탈리아 조종사들은 대부분 스페인 내전 참전 용사들로 CR.42의 뛰어난 기동성을 십분 발휘하여 RAF 전투기들을 상대로 종종 성공적인 공격을 했으며, 종종 상대편에게 메서슈밋 조종사들이 모의 공중전에서 그들에 대해 사용했던 전술을 채택하도록 강요했다. 즉, 개싸움을 피하고 급강하하여 그들을 공격하라는 것이다.

처음에 팔코는 남아공 공군의 글로스터 글래디에이터와 호커 하트(Hawker Hart), 그리고 RAF의 브리스톨 블레니엄 쌍발 폭격기와 맞부딪쳤으며, 이때까지는 상당한 수준의 성공을 거둘 수 있었다. 6월 29일, 제2비행단에서 출동한 CR.42 그룹은 토브룩의 T2 비행장을 폭격하러 날아온 9대의 블레니엄의 밀집 편대를 저지하기 위해 돌진했다. 이어진 교전에서 이탈리아 조종사들은 영국 폭격기 6대를 격추시켰다고 주장했는데, 실제로 영국 제113스쿼드론(No.113 Squadron) 측은 3대만 잃었을 뿐이다.

1940년 8월 8일, 제4비행단 예하 제9, 10비행대에서 16대의 CR.42가 가브르 살레(Gabr Sàleh) 상공에서 영국 공군 제80스쿼드론의 글래디에이터 14대와 딱 마주쳤다. CR.42 중에서 4대는 격추되었고, 4대는 피해를 입었지만 나중에 수리를 거쳐 복구되었다. 이탈리아인들은 그 대가로 5대의 글래디에이터를 확인 격추, 2대의 미확인 격추를 보고했고, 그중 2명의 영국 조종사는 탈출하지 못하고 사살시켰다고 주장했다. 하지만 이 날은 북아프리카 최고의 이탈리아 공군 부대에게 있어 끔찍한 날이었다. 4비행단은 아프리카에서 이탈리아 항공전력의 주축이었고 그중에서도 제73비행중대는 최정예 부대였지만, 그날만 5대의 CR.42를 잃었다. 이 공중전에서 글래디에이터의 장점은 확실히 드러났으며, 특히 협동 작전과 기습을 펼치기에 유리한 무전기를 갖추고 팔코보다 수평 기동성이 더욱 뛰어난 글래디에이터의 우수한 저공 성능을 목격했다. 글래디에이터는 전투 장비에 관해서도 팔코보다 우월하다고 여겨졌다. 12.7mm 브레다-SAFAT는 항공기에 효과적인 폭발탄두를 발사할 수 있었지만, 글래디에이터의 프로펠러 회전원을 벗어나 장비된 브라우닝 중기관총은 동조기어가 붙은 이탈리아 기관총보다 초당 2.5발이나 더 많은 탄환을 발사할 수 있었다. 이에 반해 CR.42는 가변피치 프로펠러와 결합된 더 높은 출력의 엔진 덕분에 900 m 이하의 낮은 저공에서 더 빨랐다. CR.42와 글래디에이터 사이의 전체적인 격추 교환비를 정확히 평가하기는 어렵지만, 아프리카 항공전에 관해 여러 서적을 펴낸 호칸 구스타프손(Håkan Gustavsson)과 루도비코 슬롱고(Ludovico Slongo)는 글래디에이터를 1.2~1.9 : 1로 유리하게 평가했다.

1940년 10월 31일, 팔코는 북아프리카에서 호커 허리케인을 상대로 첫 승리를 거두었다. 메사 마트루 상공에서 제368비행중대(368a Squadriglia) 소속의 다비데 콜라우찌(Davide Colauzzi : 1915~1941 / 2킬) 상사와 마리오 투치(Mario Turchi / 2킬) 중사가 SM.79 폭격기를 호위하던 중 26세의 캐나다 비행장교 에드먼드 키더 레빌(Edmond Kidder Leveille)이 타고 있던 제33스쿼드론의 허리케인을 격추했다. 이때 페리 세인트 퀸틴(Perry Robert St. Quintin : 1913~1953 / 9킬) 소위가 몰던 허리케인 P3724호기는 연료탱크가 뚫려 콰사바(Qasaba)에 불시착했다.

이런저런 성공담에도 불구하고, 피아트 CR.42는 점점 더 많은 수가 격추되고 부서지면서 쓰레기 더미로 화하고 있어 현대적인 단엽기에 효과적으로 대항할 수 없다는 것이 점점 더 명백해졌다. 시간이 지남에 따라, 팔코 전투기는 유일한 장점인 기동성과 실전과 경험에 단련되어 숙련된 조종술에만 의존할 수 있었다. 그러나 공교롭게도 이탈리아 공군의 패배는 1941년 4월에 더 진보된 마키 사에타(Macchi C.200)와 독일 공군 제4항공함대(Luftflotte 4)의 Bf 109(Messerschmitt Bf 109)와 Bf 110이 아프리카 대륙에 도착하면서 비롯되었다. 최신예 전투기들 조차 연합군 전투기들에게 격추되는 와중에 CR.42는 점차 지상공격을 수행하는 2선급 공격기로 밀려났고, 요격과 제공 임무는 신예 단엽기에 맡겨졌다.

## 그리스 전선
피아트 CR.42는 1940년 말 이탈리아가 그리스를 침공했을 때 최전선의 주력 전투기였다. 179대의 가용 전투기 중에서 64대의 팔코가 알바니아(Albania)의 드레노뵈(Drenovë) 공군기지에 전개했다. 티라나(Tirana)의 제160비행대(160° Gruppo)와 제363, 364, 365비행중대(365a Squadriglia)의 제24비행대(24° Gruppo)에 배치되었다. 전체적으로 그리스에서는 5.6 대 1의 높은 격추율을 달성했다고 주장하는 팔코 조종사들에게 있어 이 전선은 자랑거리였다. 이탈리아 공군은 브레게 Br.19와 같은 왕립 그리스 공군(Royal Hellenic Air Force)의 구식 정찰기를 문제없이 제압했으며 PZL P.24와 블로흐 MB.151, 글래디에이터 등 잡다한 외국제 기종으로 편성된 그리스 전투기들을 상대로 수월하게 승리를 거뒀다. 개전 이틀 후인 10월 30일 첫 공중전이 있었다. 그리스 공군 3/2 비행대의 헨셸 Hs 126(Henschel Hs 126)은 이탈리아 지상군을 찾기 위해 이륙했으나 그들은 393비행중대의 피아트 CR.42들에게 덜미를 잡혀 요격당했다. 첫 번째 헨셸이 추락하면서 조종사 에반겔로스 지안나리스(Evanghelos Giannaris)가 전사하였고, 이 전역에서 사망한 최초의 그리스 비행사가 된다. 두 번째 Hs 126은 스몰리카스(Smolikas) 산 상공에서 격추되었고, 조종사 라자로스 파파미차일(Lazaros Papamichail)과 콘스탄틴 예메네치스(Constantine Yemenetzis) 중사가 죽었다. 첫 CR.42의 전과는 페르난도 잔니(Fernando Zanni : 1902~? / 1킬)와 월터 라티치에리(Walter Ratticchieri / 3킬) 상사에게 돌아갔다.

1940년 11월 4일, 3대의 CR.42가 3대의 브레게 폭격기가 메초보(Metsovo) 근처의 고개에서 후퇴하는 율리아 산악사단(Brigata alpina "Julia")을 공격하는 것을 발견했다. 1대는 추락했고, 편대의 3번기는 심하게 파손되었으나, 간신히 기지로 돌아갈 수 있었다.
11월 초부터 그리스인들은 영국 공군의 지원을 받았고, 11월 4일에 제70스쿼드론의 비커스 웰링턴(Vickers Wellington) 폭격기들이 발로나(Valona)를 공습했다. CR.42 조종사들은 영국 폭격기 2대를 격추하고 2대에는 손상을 입혔다. 11월 18일 실시된 그리스군의 반격 첫날부터 행운이 역전되기 시작했다. 팔코 전투기들이 그리스의 블레니엄 폭격기를 격추시켰을 때, 상공에서 엄호하던 그리스 전투기들이 달려들었다. 곧바로 뒤엉켜 교전이 벌어졌고 제393비행중대는 4대의 PZL P.24를 손상시켰지만 3대의 전투기를 잃었다. 같은 날, 제80스쿼드론의 글래디에이터 20대가 아테네에 착륙해 전개했다. CR.42 조종사들은 북아프리카에 배치되는 동안 글래디에이터보다 우위를 점할 수 있었지만 그리스에서는 더 큰 손실을 입었다. 같은 복엽기라더라도 밀폐식 조종석을 갖춘 글로스터 전투기는 추운 겨울 하늘에서 탑승자의 컨디션을 유지시켜 줬고, 영국제 고품질의 무전기는 이탈리아 공군기를 덮치도록 매복할 수 있게 해주는 효과적인 전술을 구사할 수 있게 해줬다. 탁월한 역전의 에이스 파일럿 마마듀크 패틀(Marmaduke Thomas St John Pattle : 1914~1941 / 51킬)이 지휘한 영국 전투기 편대에게 그리스에서 격추되어 사망한 이탈리아 조종사 대다수는 비행학교에서 갓 나온 신참들이었다. 이 조종사들은 팔코가 그토록 자랑하던 기동성이 맞먹는 영국 전투기들과 정면으로 맞대응하여 교전할 것을 자주 주장했고, 이런 앞뒤 안가리는 무모한 감투정신은 교전에서 별 도움이 되지 않았다. 그리스 전선에서 CR.42 조종사들은 29대의 손실로 162대 격추를 주장했다. 1943년 7월까지 CR.42는 자라(Zara)에 주둔한 제383공격비행중대(383a Squadriglia Assalto)에서 운용되었으며, 1943년 9월 티라나에 위치한 제392, 385독립 비행중대(385a Squadriglie Autonome)에도 전달되었다.

## 이라크 전선
1941년 4월, 영국의 영향권에 있던 이라크에서 추축군 편에 서려는 세력에 의해 쿠데타가 일어났다. 영국은 이에 대응하여 육군 부대를 파견해 그 지역으로 이동하기 시작했고, 대부분 바스라(Basra) 근처에 상륙했다. 독일과 이탈리아는 영국군을 상대로 신속하게 실전에 투입된 Bf 110과 SM.79, CR.42 같은 기체를 쿠데타의 수장인 라시드 알리(Rashid Ali)를 지원한다. 이탈리아 공군은 제155비행중대(155a Squadriglia) 소속으로 100리터짜리 보조 연료탱크를 붙여 장거리용으로 개조된 CR.42 Egeo 형식이 배치되었는데, 이 장비는 380 km/h의 순항속도로 800 km가 한계이던 작전거리를 1,100 km까지 연장시켰다. 이라크에서 이탈리아 공군기는 단지 4일 동안만 운용되었고, 1941년 5월 28일부터 31일까지는 이라크 도색으로 칠해졌다.

1941년 5월 22일, CR.42 편대가 알게로(Alghero)에서 이륙하여 900 km를 날아 발로나, 로도스(Rhodes), 알레포(Aleppo), 모술(Mosul)로 향했다. 11대의 피아트 전투기가 SM.79와 SM.81과 함께 비행했고, 이 비행에서 SM.79들이 선도기 역할을 하는 동안 SM.81들은 부대 이동에 필요한 물자들을 실어나르는 수송기 역할을 했다. 3대의 SM.82가 이 작전을 위해 실탄과 폭탄 등 각종 무기를 수송했다. 5월 23일 이탈리아 항공기들이 이라크에 도착했다. 6일 후 CR.42는 본격적인 전투에 앞서 공대공 전투력을 증명하기 위해 블레니엄 폭격기 편대를 차단하는 과정에서 글래디에터 2대를 격추시켰는데, 이때 비행단장 윌리엄 위트먼(William Taylor Forest Wightman : 1909~1958 / 3킬)의 글래디에이터가 팔코 1대를 격추시켰다. CR.42 중 3대는 전투 중에 파손되어 이라크 현지에 버려졌다. SM.79 선도기는 시리아 알레포 비행장에 더 멀리 떨어져 있음에도 불구하고 RAF에 의해 지상에서 파괴되었기 때문에 졸지에 타고 온 기체를 잃어버린 생존자 7명은 사막을 가로질러 죽을 고비를 넘기면서 간신히 철수했다. 이라크 저항세력을 강화하기 위한 추축군의 노력은 충분하지 못했고 쿠데타는 신속하게 진압되었다. 그러나 이는 추축군으로 하여금 시리아 침공을 결정하게끔 기여했고, 결과적으로 이 쿠데타는 연합군에게 있어 중대한 국면에 전환점을 만들어준다. 이탈리아 파견군은 후퇴하는 동안 판텔레리아(Pantelleria) 섬을 방어하기 위해 제164비행중대(164a Squadriglia)의 CR.42가 투입되었다.

## 헝가리 공군
CR.42의 첫 번째 해외 구매국은 1938년 중반 52대를 발주한 헝가리 왕립 공군(MKHL)이었다. 헝가리인들도 CR.42가 신세대 단엽기에 비해 개념적으로 시대에 뒤떨어지고 있다는 것을 알고 있었지만, 전투기의 전력화가 시급했다. 이탈리아 정부는 이에 대응하여 헝가리의 인도를 위해 CR.42의 자국 인도를 연기하겠다는 의사를 밝히자, 이야기는 빨리 진행되었다. 1939년 말까지 17대의 전투기가 헝가리로 수출되었고 1대는 수령한 장소에서 곧바로 실전 배치에 들어갔다. 헝가리 제1비행연대(1. Vadász Ezred)가 먼저 CR.32로 기종 전환을 시작했다. 솔노크(Szolnok)의 제1전투비행대(1./I Vadász Osztály)는 2개 비행중대를 편성했다. 1940년 중반 부다페스트의 마챠시 비행장(Mátyásföld)에서 창설된 제2전투비행대(II Vadász Osztály)는 1940년 중반부터 완전한 작전 태세에 들어간다.    
헝가리 군대의 CR.42 중 일부는 엔진의 크랭크축으로 격발되는 쌍열 속사 중기관총인 1940년 12.7mm GKM 중기관총(12.7 mm Gebauer GKM Machine Gun 1940) 1정으로 무장되었다. 헝가리는 70대의 CR.42를 주문했었으나, 유고슬라비아 공군의 SM.79와 맞바꾸는 물물교환을 통해 1941년에 2대의 CR.42를 추가로 넣에 넣었다. 헝가리의 팔코 전투기는 1941년 4월에 국경을 맞대고 있는 유고슬라비아와의 전투에 처음 사용되었다. 발칸 반도의 짧은 분쟁 동안, 헝가리 공군은 2대의 팔코를 잃었다.

6월 중순이 되자 CR.42는 여러 부대에 배치되었다. 1941년 6월 27일에 헝가리는 소련에 선전포고를 했고, 같은 날 팔코 전투기들은 30%를 잃을 때까지 출격을 거듭했다. 팔코 편대는 우크라이나의 스타니슬라우(Stanislau)를 향해 날아가는 폭격기 편대를 호위했다. 라즐로 카자르(László Kázár) 소위는 소련군의 대공포 사격에 피탄되어 적진에 불시착했다. 같은 부대 소속 아르파드 케르테즈(Árpád Kertész / 3킬) 하사가 소련 정찰기를 격추하며 첫 승리를 보고했다. 헝가리의 팔코 비행대원들은 7월 중순까지 폭격기를 호위하고 적 비행장 상공을 장악하도록 거듭거듭 전투기를 띄웠다. 그들은 6대의 추가 전공을 주장했고, 7월 12일에는 기오조 바모스(Gyõzõ Vámos) 중위가 폴리카르포프 I-16 편대와 좌충우돌하며 싸웠지만 무사히 살아남았다. 8월 11일, 헝가리의 피아트는 비행단장 이쉬트반 스자코니(István Szakonyi)가 직접 인솔하는 카프로니 Ca 135 폭격기 6대를 엄호하여 흑해에 있는 니콜라예프(Nikolayev) 남부의 다리를 폭격했다. 돌아오는 길에 카프로니 폭격기들은 소련의 I-16 전투기들에 의해 요격되었다. 헝가리 CR.42들은 이에 맞서 한대도 잃지 않고 5대의 I-16을 격추시켰다. 8월 16일 독일의 11군이 니콜라예프를 점령한 후, 제4항공함대 사령관 알렉산더 뢰르(Alexander Löhr) 대령은 수티스키(Sutysky)에서 헝가리 조종사 중에 전과를 거둔 이들을 골라 훈장을 수여했다.

헝가리의 CR.42는 소련 지상군에 대한 공격기로 1941년 12월까지 사용되었다. 헝가리의 팔코는 대개 이탈리아 본국형보다 더 현대적인 타입으로 분류되지만 25대의 격추, 1대의 미확인 격추, 1대 중파라는 전과를 거두었고, 지상에 주기된 1대의 항공기를 격파했으며, 그 댓가로 2대의 전투기를 잃었다. 한동안 살아남은 CR.42는 2선으로 물러나 훈련기로 활용되었다.  하지만 1944년 봄에는 CR.42로 야간 공격 부대가 창설되었다. 이 야간 공격기들에는 배기화염 감쇠기와 50 kg 폭탄을 매달 폭탄 랙이 추가되었으나 실제로 사용되지는 않은 것으로 알려졌다. 헝가리의 CR.42 대다수는 1944년까지 훈련 중 일어난 사고와 미군기의 공격으로 손실되었다. 역사가들에 따르면, 전쟁이 끝날 때까지 헝가리 공군에는 오직 팔코 1대만 살아남은 것으로 여겨지고 있다. 

## 벨기에 공군
1939년 벨기에 공군(Aéronautique Militaire)에서 이탈리아로 파견된 사절단은 4,000만 프랑의 가격에 40대의 CR.42를 구입했다. 1940년 3월 6일에 벨기에가 수령한 팔코 1대가 착륙 사고로 부서져버렸다. CR.42는 벨기에 공군의 실험비행장인 에베르 에타블리쉬몽 제네로(Evere Établissements Généraux)에 전달되었고, 이 기관은 인도받은 기체를 보관했다가 각 공군기지에 분배하는 업무도 담당했다. 니벨(Nivelles)에 본부를 둔 일름 전투비행단(IIème Group de Chasse)은 15대를 배치했고 다른 부대들도 추가 배치를 기다리고 있었다. 1940년 5월 10일, 독일군의 공격에 앞서 벨기에에 납품된 CR.42의 정확한 수량은 24~27대로 추정되며, 그 중 마지막은 프랑스로 수송되어 아미앵(Amiens)의 철도역에서 폭격을 맞고 불타버렸다. 그러나 사진 증거에 따르면 벨기에가 받은 CR.42는 30대였다.        
피아트 CR.42는 벨기에에서 처음으로 피투성이가 되었다. 잘 훈련된 벨기에 조종사들은 뛰어난 비행술로 싸웠음에도 불구하고 루프트바페의 뛰어난 Bf 109 전투기들과 처음 마주쳤을 때 빠르게 압도되었다. 벨기에의 팔코들은 침공 첫날에 통게렌(Tongeren) 지역에서 날고 있던 Ju 52 수송기들을 공격하여 마스트리히트(Maastricht) 근처에 추락시켰다. 수송기를 잡아낸 피아트 복엽기들은 엄호하고 있던 I./JG.1 소속 Bf 109들에게 공격을 받았으나 특유의 뛰어난 민첩성 덕분에 안전하게 기지로 복귀할 수 있었다. 이날 벨기에 조종사들은 Do 17 폭격기 3대와 Bf 109기 1대를 격추시킨 반면 제2급강하폭격항공단 1비행단(I/St.2)의 슈투카 폭격기들은 브루스템(Brustem) 비행장에 줄지어 늘어서 있던 14대의 CR.42를 파괴했다.
팔코 전투기들은 35회의 비행 임무에서 독일공군기를 최소 5대, 어쩌면 8대를 격추시켰다. Bf 109E 손실로 확인된 2대는 샤를 고팡(Charles Goffin / 3킬)의 차지였다. 벨기에가 항복한 후, 남아있던 피아트 CR.42 중에서 5대는 프랑스 공군의 프리조르크(Fréjorques)의 격납고로 옮겨졌고, 프랑스가 항복한 뒤에 이곳을 점령한 독일군에 의해 발견되었다. 그 전투기들이 어떤 운명을 맞았는지는 알려지지 않는다. 이 전역에서 벨기에 CR.42 조종사들의 격추 전과의 합계는 Do 17 폭격기 8대와 Bf 109 전투기 4대, 가장 먼저 잡아낸 Ju 52 수송기 1대였다.  

## 독일에 빼앗긴 팔코
1943년 이탈리아가 휴전을 선언한 직후, 루프트바페는 이탈리아 공군은 남은 항공기 대부분을 압수했다. 당연하게도 여기에는 CR.42가 다수 포함되어 있었다. 나치 독일의 군비 및 병기생산본부(Rüstungs-und-Kriegsproduction Stab)는 재빨리 이탈리아 북부의 항공기 산업체들을 장악하고, 결과적으로 피아트 사에 200대의 CR.42LW(LW=Luftwaffe)의 주문이 더해져 그중 일부가 독일 공군에 의해 이용되었다. 독일인들은 이 복엽기를 야간 테러 폭격을 수행하는 용도로 주로 이용했는데, 상당수는 훈련 부대에도 할당되었다. CR.42는 독일 조종 생도들 사이에서 "항공 풍금(Die Pressluftorgel)" 또는 "내장 올간(Airginal Organ)"이라는 별명이 붙었는데, 이는 이탈리아제 공기압 장치가 자주 새는 증상을 빗대 붙인 것으로 여겨진다. CR.42를 이용한 독일 부대 중 하나는 이탈리아 북동부 우디네(Udine)에 본부를 둔 제9야간폭격비행대(Nachtschlachtgruppe 9)였는데, 그들은 알프스, 이스트리아, 크로아티아 지역의 빨치산들과 싸우는 임무를 맡았다. 1943년 11월 동안 제1비행중대(1. Staffel)는 이탈리아제 복엽기를 수령했고, 남부 알프스 근처의 빨치산 부대에 대항하기 위해 토리노 근처의 카젤 비행장으로 옮겨졌다. 44년 1월 28일, 2비행중대도 CR.42를 수령했다. 독일 조종사들은 베나리아 레알레(Venaria Reale)의 비행학교에서 낯선 복엽기의 조종 훈련을 받았다.  
1944년 2월에 연합군이 안지오에 상륙했다는 소식이 전해지자 1, 2 비행중대는 로마 첸토첼레 공항(Centocelle Airport)에 본부를 두고 주로 달빛이 비치는 야간에 남부 라티움(Latium)까지 날아가 연합군에게 공습을 가했다. 또한 이들은 험준하기로 악명높은 산악지대인 몬테카시노 지역에서도 적군을 공격했다. CR.42는 야간 경폭격기로서 쓸만하다는 것이 입증되었지만, 이후 제9야폭비는 Ju 87D-2를 갖추기 시작했다. 휘하 중대들은 1944년 중반까지 팔코를 계속 이용했다. 5월 31일까지도 이 부대는 여전히 18대의 팔코를 가지고 있었으며, 이 중 15대는 가동기였다. 연합군 폭격기들이 토리노의 피아트 공장을 격파하자, 독일이 주문한 200대의 기체 중에서 150대만 완성되었으며, 이 중 112대는 운용 상태가 되었다. 남이탈리아와 발칸 반도에서 이 복엽기를 이용한 또 다른 독일군 부대는 JG 107을 꼽을 수 있다.

## 공중전 역사상 마지막 복엽기의 전과
CR.42LW는 1944년 4월 크로아티아 자그레브(Zagreb)에서 새롭게 청설된 제7야간폭격비행대 3중대(3./NSGR 7)에 주어졌다. 1944년 9월 2일, 중대는 크로아티아로 전개했고, 오스트리아 그라츠에 있는 1중대도 뒤를 이어 피아트 복엽기를 장비했다.  1945년 2월 8일, 제7야폭비의 본부 및 2중대의 참모진은 크로아티아 아그람고리차(Agram-Gorica) 기지에서 출발하여 빨치산 세력에 의해 이용되는 그라보비카(Grabovica) 비행장을 파괴했다. 마지막 순간, 그들은 시삭(Sisak) 북서쪽의 게릴라들을 공격하기 위해 방향을 틀었고, 그 동안 미 육군항공대 제14전투비행단 소속의 P-38 라이트닝 전투기들의 맹렬한 공격을 받았다. 미국 전투기들은 피아트 폭격기 3대를 단숨에 떨궜으나, P-38 중에서 2대는 기지로 돌아오지 않았다. 이 중 1대는 독일 조종사가 격추를 주장한 것으로 알려졌지만, 나머지 하나는 행방이 묘연했다. 항공 역사가 호칸 구스타프손과 루도비코 슬롱고에 따르면, 이 미확인 독일 조종사의 주장은 복엽기 최후의 격추 전과라고 알려져 있다. 하지만 이러한 불확실한 주장은 상호 대조도 없이 곧이 곧대로 받아들일 수는 없으며, 의심의 여지가 있다. 이 날 제14전투비행단에서 교전을 보고한 제37전투비행대(37th Fighter Squadron)는 아무런 손실도 보고된 바 없었다. 기지로 복귀하지 못한 2대의 항공기는 비엔나 인근 지상군을 공격하기 위해 낮게 날며 기총소사를 하던 중에 대공 사격으로 잃은 것이며, 정작 공중전은 제48전투비행단이 겪었던 것으로 알려진다.

## 같이 보기
- 피아트 CR.32